# Helen Katharine Forbes
Para consultar la biografía de la botánica escocesa del mismo apellido, véase Helena M.L. Forbes.
Helen Katharine Forbes (San Francisco, 3 de febrero de 1891-San Francisco, 27 de mayo de 1945) fue una artista y educadora artística estadounidense especializada en grabado, murales y pintura. Es conocida fundamentalmente por sus paisajes occidentales, pinturas de retratos y sus murales en la Sección del Tesoro de Bellas Artes y la Work Progress Administration (WPA). Forbes era experta en pintar al óleo, acuarela y témpera. Pintó paisajes de México, del lago Mono y de las Sierras en la década de 1920, escenas desérticas del valle de la Muerte en la década de 1930 y retratos y naturalezas muertas.

## Biografía

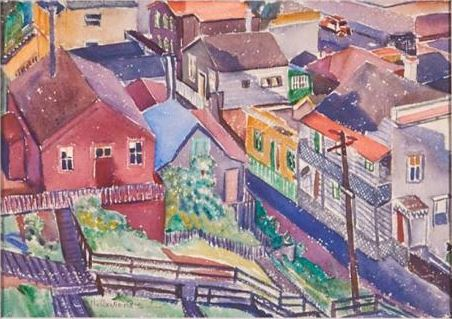
Ladera, North Beach

### Primeros años
Helen Katharine Forbes nació el 3 de febrero de 1891 en San Francisco, California de Stanley Forbes y Kate Skells. A los 12 años, se mudó a Palo Alto, California con su familia y asistió a Castilleja School for Girls, en la que se graduó en 1908. Su abuelo fue Andrew Bell Forbes, un pionero de California que llegó al estado con los Argonautas durante la fiebre del oro de California de 1849.
Asistió al Instituto de Arte Mark Hopkins, donde estudió con Frank Joseph Van Sloun. Estudió con el artista Armin Hansen en el área de Carmel. Posteriormente viajó a Europa para estudiar con André Lhote, Ernst Leyden y Hermann Groeber y para asistir a la Academia de Bellas Artes de Múnich (también conocida como Akademic der Bildenden Künste, München) desde 1921 hasta 1925.

### Carrera profesional
Forbes vivió y trabajó en Europa y Estados Unidos, viajó a menudo, pero su hogar siempre fue California. Desde 1925 hasta 1926 viajó al pueblo minero de la ciudad de Guanajuato, México en busca de inspiración artística. Desde 1930 hasta 1932, Forbes viajó por cortos períodos de tiempo al valle de la Muerte, con el fin de encontrar inspiración para sus escenas de Occidente. También viajó a Virginia City, Nevada y pintó paisajes y escenografías. Su pintura, Piute Indian fue comprada por Mills College. En 1931 enseñó en el Departamento de Arte de la Universidad de California en Berkeley.

### Arte del New Deal
En 1939, Forbes trabajó con la artista Dorothy Wagner Puccinelli para pintar los murales interiores de cuatro paneles del Mother's Building en el Zoológico de San Francisco. Los cuatro murales representan un tema del Arca de Noé con animales y fueron financiados por Federal Art Project (FAP) y Works Progress Administration (WPA). Desde 1978 hasta 2002, el Mother's Building sirvió como tienda de regalos para el zoológico. El mural ahora necesita ser restaurado y la sala solo se usa para eventos especiales.

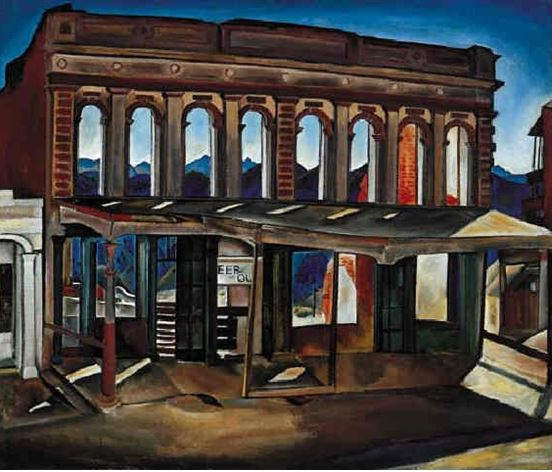
Ruinas de Wells-Fargo

Forbes completó un mural en la oficina de correos de Susanville, California en 1939 que representa a un ciervo. El mural fue financiado por la Treasury Section of Fine Arts.
Se le encargó pintar dos murales en la Biblioteca Pública de Monrovia en Monrovia, California, que se completó en 1940. El mural muestra un oso grizzly y cuatro cachorros, pintados al temple al huevo. Los murales estuvieron colgados en el vestíbulo de la oficina de correos desde 1945 hasta 1964, siendo retirados posteriormente durante un proyecto de remodelación. Después de ser almacenado en el sótano del edificio, se trató de buscar el mural y finalmente restaurarlo una vez encontrado. La restauración se completó y el primer mural volvió a colgarse en la misma oficina de correos en 2009. Falta el segundo mural, que representa a la madre oso grizzly.

## Exposiciones
Esta es una lista de exposiciones seleccionadas, en orden descendente por fecha.
- 1915, M. H. de Young Memorial Museum, San Francisco.
- 1916, M. H. de Young Memorial Museum, San Francisco.
- 1925, Galerie Beaux Arts, San Francisco.
- 1932, Museo de Bellas Artes de Los Ángeles.
- 1936, Museo de Arte Moderno de San Francisco.[2]

## Muerte y legado
Fue miembro de la Sociedad Nacional de Pintores Murales; la Sociedad de Grabadoras de California; la Asociación de Arte de San Francisco; el Club de Arte de Palo Alto y la Sociedad Mural de San Francisco. Además, fue presidenta (y cofundadora) de la Sociedad de Mujeres Artistas de San Francisco de 1928 a 1930.
Forbes murió a los 54 años en San Francisco, California, el 27 de mayo de 1945.

## Reconocimientos
En 1931, el Museo Legión of Honor de California realizó una retrospectiva de artistas para Forbes.